# Ханшатыр
Ханшатыр (в народе ее часто называют горой Чингиз-хана) — гора, находится в районе хребта Малайсары по трассе Алматы — Талдыкорган.
Гора находится в западных отрогах Жетысуйского (Жунгарского) Алатау, которые образовались в эпоху формирования альпийской складчатости. На формирование местного рельефа также повлияли процессы древнего и современного оледенения.

## Описание
Гора сложена гранитами, сланцами, известняками сильно, разрушенными ветровой и водной эрозией и в связи с этим имеет плоскую вершину и пологие склоны. Она сразу привлекает внимание не только своей ярко выраженной формой в виде трапеции, но и тем, что вблизи ее нет значительных вершин. В окрестностях простирается типичная для этих мест полупустыня с чахлой растительностью, выгорающей уже в начале лета. Она населена различными грызунами — это мыши — полевки, сурки, суслики, нередко можно увидеть черепах и змей. Местные жители считают гору сакральной, связывая ее с именем Чингиз-хана, который якобы останавливался здесь во время похода в Среднюю Азию. Более реальна версия, предполагающая то, что в период казахо-жунгарских войн, противоборствующие стороны использовали гору, как наблюдательный пункт, откуда открывался хороший обзор на окружающую местность. А поднимаясь по пологому склону горы на ее вершину, которая представляет собой довольно удобную террасу, воины с помощью факелов, при необходимости могли подавать с нее световые сигналы.